# Neopouštěj mě
Neopouštěj mě (v anglickém originále Never Let Me Go) je britský dystopický dramatický film z roku 2010. Režisérem filmu je Mark Romanek. Hlavní role ve filmu ztvárnili Carey Mulliganová, Keira Knightleyová, Andrew Garfield, Sally Hawkinsová a Charlotte Ramplingová.

## Obsazení
| Carey Mulligan      | Kathy H     |
| Keira Knightley     | Ruth C      |
| Andrew Garfield     | Tommy D     |
| Sally Hawkins       | Miss Lucy   |
| Charlotte Rampling  | Miss Emily  |
| Isobel Meikle-Small | mladá Kathy |
| Ella Purnell        | mladá Ruth  |
| Charlie Rowe        | mladý Tommy |
| Domhnall Gleeson    | Rodney      |